# عمر ملاصالح سقزی
عمر ملاصالح سقزی یا عمر فاروقی (۱۳۲۵–۱۴۰۱) نویسنده، مورخ، مصحح و مترجم اهل ایران بود که از وی آثار متعددی در حوزه تاریخ و ادبیات چاپ و منتشر شده‌است که جزو منابع پژوهشی بویژه تاریخ و ادبیات کردی به حساب می‌آیند. او همچنین در دهه ۶۰ شمسی به همراه احمد قاضی عضو تحریریه و سردبیر مجله سروه بود.

## زندگی‌نامه
عمر فاروقی در اول بهمن ماه سال ۱۳۲۵ شمسی در روستای سرتکلتو بخش سرشیو شهرستان سقز به دنیا آمد. پدرش ملا محمد رسول پیش نماز همان روستا و مدرس خانقاه نقشبندی سقز بود. در سن چهار سالگی پدرش را از دست داد و به همین دلیل به همراه مادر و دو بردارش به روستای خیدر نقل مکان نمود. او تحصیلات اولیه خود را بصورت حجره نزد ملا سعید خالدی در مسجد همین روستا گذراند. همزمان با کمک صوفی محمد صادق کرفتوئی قرآن و گلستان سعدی را آموخت. سپس برای ادامه تحصیل به مدرسه شاهپور سقز رفت. در سال ۱۳۳۷ شمسی هنگامی که ساختمان دخانیات سقز احداث شد آنجا استخدام و مشغول به کار شد. او به‌طور شبانه در مدرسه کزازی کرمانشاه ادامه تحصیل نمود.
او از ابتدای سال ۱۴۰۱ دچار بیماری شد و در ۴ آبان ۱۴۰۱ در سقز درگذشت و در قطعه هنرمندان آرامستان آیچی این شهر به خاک سپرده شد.

## فعالیت ادبی
در سال ۱۳۴۶ زمانی که مشغول گذراندن خدمت سربازی بود اولین شعر خود را سرود که بعدها در سال ۱۳۴۹در بخش شعر و ادبیات روزنامه اطلاعات به چاپ رسید. بعدها اشعار، متون و نقدهای او در جراید مختلف مانند کیهان، فردوسی، جوانان، آیندگان و پیشگام چاپ شد. در سال ۱۳۵۳ به استخدام اداره فرهنگ و هنر درآمد.
نمایشنامه «شهید دوم» را نوشت که یکی از متون برگزیده جشنواره تئاتر ایران شد و با داوری اساتید فن محمدعلی کشاورز و آتش تقی پور برای اجرا انتخاب گردید.
در زمستان سال ۱۳۵۶ مجموعه شعر فارسی او با نام «فصل سنگین غربت» توسط انتشارات روزبهان در تهران به چاپ رسید و همزمان به عضویت کانون نویسندگان ایران پذیرفته شد.
درسال ۱۳۵۷و ۱۳۵۸ شمسی شعرهای فارسی وکردی او در آوازهای جنبش انتشارات ارس تهران وبانگه واز وریگای ژیان به زبان کردی چاپ شدند.
درسال ۱۳۶۲ از خدمات دولتی منفصل و به کار کتابفروشی وعریضه نویسی مشغول شد و همزمان کتاب او بنام "نگاهی به تاریخ و فرهنگ کردستان" توسط انتشارات شرق در تهران چاپ شد. در همین سال با انتشار مجله کردی سروه، به درخواست ماموستا هیمن با این مجله شروع به همکاری نمود. حاصل همکاری او با سروه چاپ ۱۵۰ مقاله تاریخی وادبی در سروه بود.
همچنین بیست مقاله تاریخی در مجله کردی ئاوینه، سی مقاله در مجله مهاباد، ۷۰ مقاله در ابیدر و۸۷ مقاله در هفته نامه سیروان و ده‌ها مقاله در دیگر روزنامه‌ها وهفته نامه‌های سنندج وتهران از او چاپ شده‌است.

### کنگره‌های ادبی
در کنگره‌های مولوی، وفایی، محمد قاضی، ملا مصطفی بیسارانی، ملاحسن دزلی، ملا ابوبکر مصنف، اورامان‌شناسی وکردستان‌شناسی در سقز و مهاباد و سنندج و مریوان و سروآباد سخنرانی کرده و در چند کنگره ادبی وتاریخی در اربیل، سلیمانیه و دهوک سخنرانی کرده ودر کنفرانس ملی هویت کردی در مرکز روشنفکری کاوه در اربیل سخنرانی و فعالیت کرده‌است.

### مراسم بزرگداشت
در سال ۱۳۹۴ مراسمی با حضور مسئولان دولتی، نویسندگان، شعرا و فعالان حوزه هنری برای تجلیل از نیم قرن تلاش عمر فاروقی در حوزه تاریخ و ادبیات کردستان در دانشگاه پیام نور برگزار گردید و بدینوسیله از وی تقدیر به عمل آمد.

## آثار چاپ شده
از عمر فاروقی حدود ۲۰ عنوان کتاب چاپ و منتشر شده‌است که بیشتر آنها در حوزه تاریخ و ادبیات بوده و از معتبرترین منابع برای تحقیق در مورد کردستان ایران به‌شمار می‌روند:
| نام اثر                                                             | نوع             | تاریخ انتشار |
| ------------------------------------------------------------------- | --------------- | ------------ |
| کتاب ” نگاهی به تاریخ و فرهنگ کردستان ”                             |                 | ۱۳۶۲         |
| کتاب” تذکره سادات و صلحا ”                                          |                 | ۱۳۷۷         |
| کتاب ” کردستان در مسیر تاریخ به روایت اسناد”                        |                 | ۱۳۸۲         |
| کتاب ” سردار دانا ”                                                 |                 | ۱۳۸۰         |
| کتاب «رزمندگان کردستان در مبارزات مشروطیت ایران»                    | تدوین           | ۱۳۸۷         |
| کتاب” نظری به تاریخ و فرهنگ سقز کردستان ”                           |                 | ۱۳۶۹         |
| کتاب ” یادداشتهایی از کردستان” حاوی خاطرات محمد رئوف ضیائی در دوجلد | تدوین           | ۱۳۶۷         |
| کتاب ” زنده باد مشروطه پاینده باد قانون ”                           |                 | ۱۳۷۰         |
| کتاب ” سه قز له گه رمهٔ جه نگی جیهانیدا ”ترجمه خاطرات عبدالله ناهید  | ترجمه           | ۱۳۹۳         |
| کتاب ” ریگای ژیان ”                                                 |                 | ۱۳۵۸         |
| کتاب ” حاجی بابه شیخ سه روک وه زیرانی حکوومه تی میللی کوردستان ”    |                 | ۱۳۸۶         |
| کتاب ” کارنامهٔ هه رده شیری بابه کان ”                               |                 | ۱۳۸۴         |
| کتاب اوستا نوشتهٔ جلیل دستخواه                                       | ترجمه           | ۱۳۸۱         |
| کتاب ” پنجاه سال مبارزه در کردستان (خاطرات نوری شاه ویس) ”          | ترجمه           | ۱۳۸۰         |
| ” فصل سنگین غربت ”                                                  | مجموعه شعر      | ۱۳۵۶         |
| ” آوازهای جنبش ”                                                    | مجموعه شعر      | ۱۳۵۷         |
| “بانگه واز ”                                                        | مجموعه شعر کردی | ۱۳۵۸         |